# Schüptitz
Schüptitz ist ein Ortsteil von Weida im Landkreis Greiz in Thüringen.

## Lage
Schüptitz liegt südlich von Weida auf einer nach Osten neigenden langgezogenen erhöhten Ebene des Thüringer Schiefergebirges über dem Weidatal, in dem die Bahnstrecke Werdau–Mehltheuer mit Haltepunkt im Ortsteil verläuft. Westlich des Dorfes führt die Landesstraße 2331 vorbei. Heute leben hier ca. 115 Einwohner.

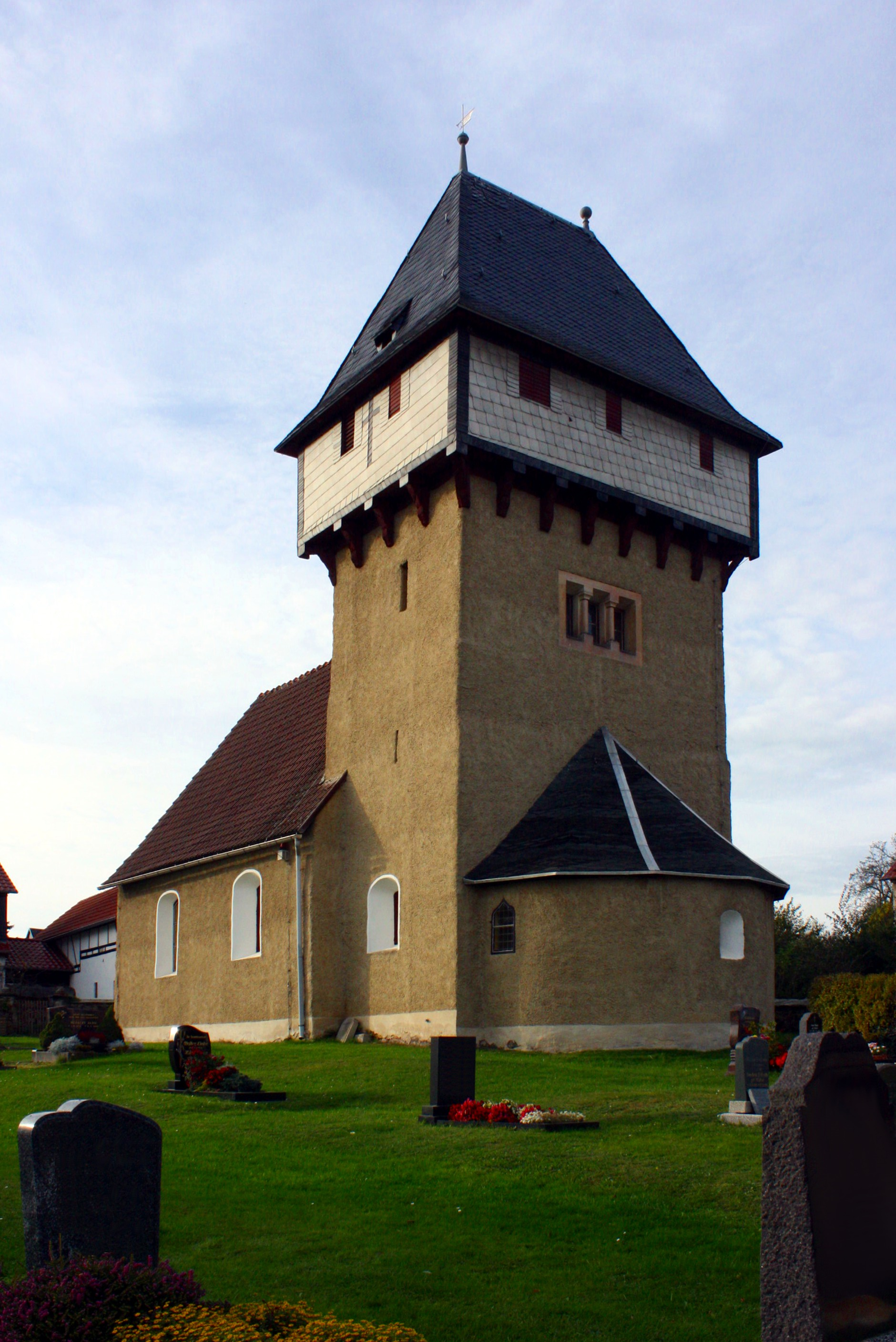
St. Nikolauskirche

## Geschichte
1320 wurde Schüptitz erstmals urkundlich genannt. In der Gemeindechronik geht man von 1346 aus. Die Vögte von Weida bestätigen Schuptytz in einer Urkunde. In dieser Gemeindechronik wird auch auf die sehenswerte und berühmte Wehrkirche mit romanischen Chorturm neben der naturnahen Landschaft  hingewiesen.
Im Lehenbuch des Weidaer Jungfrauenklosters wurde 1533–1539 die im Weidatal unterhalb des Dorfes gelegene Valentinsmühle  erstmals urkundlich erwähnt. Bis 1970 hat die Antriebswelle des Wasserrades den Mahlgang betrieben. Danach kam es zum Abriss der Schneidemühle. Das Mühlenhaus ist Wohnhaus geworden und die anderen Gebäude nutzte ein Ferienheim, die zwischenzeitlich auch Wohnzwecken zugeführt worden sind.
Schüptitz gehörte bis 1815 zum Kurfürstentum Sachsen bzw. Königreich Sachsen (Amt Weida im Neustädter Kreis).  Durch den Wiener Kongress wurde der Neustädter Kreis mit Schüptitz an das Großherzogtum Sachsen-Weimar-Eisenach abgetreten, innerhalb dessen der Ort 1850 dem Verwaltungsbezirk Neustadt/Orla zugewiesen wurde. Haltepunkt Schüptitz an der 1876 eingeweihten Bahnstrecke Werdau–Mehltheuer wurde am 1. Oktober 1904 eröffnet. Mit dem Ende des Ersten Weltkriegs 1918 und der anschließenden Gründung der Weimarer Republik gelangte Schüptitz in den Hoheitsbereich des im selben Jahr gegründeten Freistaats Sachsen-Weimar-Eisenach. Am 1. Mai 1920 kam es dann zur Gründung des Landes Thüringen, dem Schüptitz innerhalb des Landkreises Gera (seit 1922) angegliedert war. Bei der Verwaltungsreform von 1952 in der DDR wurde das Land Thüringen aufgelöst und der Landkreis Gera aufgeteilt, wodurch Schüptitz seitdem zum Kreis Gera-Land im Bezirk Gera gehörte. Am 1. Januar 1974 wurde Schüptitz nach Steinsdorf eingemeindet.
Seit 1990 lag Schüptitz im thüringischen Landkreis Gera, der 1994 im Landkreis Greiz aufging. Nachdem der Eisenbahnhalt in Schüptitz 2011 eingestellt worden war, wurde er nach Bürgerprotesten im Jahr 2012 wieder eingeführt. Am 31. Dezember 2013 wurde die Gemeinde Steinsdorf aufgelöst und nach Weida eingemeindet, wodurch Schüptitz seitdem ein Ortsteil von Weida ist.